# Triffa
 (novembre 2011).
Si vous disposez d'ouvrages ou d'articles de référence ou si vous connaissez des sites web de qualité traitant du thème abordé ici, merci de compléter l'article en donnant les références utiles à sa vérifiabilité et en les liant à la section « Notes et références ».
La plaine de Triffa (en arabe : طريفة) est une région située au nord-est de la province de Berkane, dans la région de Oujda (Oriental), au Maroc. La plaine de Triffa est le territoire de quatre tribus rifaines, établies en 1830 dans cette région, dont deux faisait anciennement partie de la tribu arabe bédouine d'Ahl Angad, autour d'Oujda (La’tamna, Oulad Sghir). La région de Triffa est limitée au sud par la région des Yat Iznassen, à l'ouest par la région des Ikebdanen, à l'est par l'Algérie, et au nord, par la Mer méditerranée. Son économie est basée essentiellement sur l'agriculture. Il fut un temps, dorénavant obsolète, où l'économie du Rif oriental (Triffa, Iznassen), était basée sur le commerce de produits de contrebande (Trabando) : principalement, l'essence, et secondairement, les aliments de base, etc.... Ces produits passaient par les frontières maroco-algériennes desertes, mais dorénavant, ces frontières sont extrêmement surveillées.
On trouve dans cette région, les villages et villes de Madagh, Saïdia, Cafémaure, etc....
La frontière entre la plaine de Triffa et Kebdana est marquée par la Moulouya, située entre Ras El Ma et Saidia.
Environ 40 000 ha sont équipés d'un système d'irrigation utilisant les eaux du barrage installé sur l'oued Moulouya, et les eaux pompées de la nappe libre.

## Nature
Jusqu'à la fin du XIXe siècle la plaine de Triffa demeurait un ensemble de forêts et de plantations sauvages, à l'exception des superficies proches du pied des montagnes. Les populations Imazighen de la plaine se contentaient d'une exploitation pastorale très extensive, sans provoquer une transformation importante du milieu naturel. Avec l'arrivée des Européens, de grands travaux d'aménagement ont été inaugurés.